# Axel Pilmark
Axel Pilmark (Copenaghen, 23 novembre 1925 – Søborggård, 13 luglio 2009) è stato un calciatore danese, di ruolo centrocampista.

## Carriera
Fu uno dei cardini a centrocampo nel Bologna in tutti gli anni cinquanta.

## Palmarès

### Club

#### Competizioni nazionali
- Campionato danese: 3

KB: 1947-1948, 1948-1949, 1949-1950

### Nazionale
- Bronzo olimpico: 1

Londra 1948